# Квартет Ардітті
Квартет Ардітті (англ. Arditti Quartet) — британський струнний квартет, заснований в 1974 році скрипалем Ірвіном Ардітті.
Квартет Ардітті спеціалізується на надскладній у технічному й концептуальному відношенні академічній музиці останнього напівстоліття. Серед композиторів, чиї твори були вперше виконані Квартетом Ардітті — Джон Кейдж, Карлхайнц Штокхаузен, Янис Ксенакис, Еліот Картер, Дьордь Лігеті, Брайан Фернейхоу, Конлон Ненкерроу, Едісон Денисов, Софія Губайдуліна, Олександр Щетинський, Петер Ружичка та інші.
В 1999 році Квартет Ардітті був визнаний гідним престижної музичної Премії Ернста Сіменса (у перший і поки єдиний раз в історії цієї нагороди вона була присуджена не одній людині, а колективу музикантів).

## Про квартет
В одному з інтерв'ю Ірвін Ардітті (перша скрипка Arditti Quartet) на питання про те, чи доводилося Arditti стикатися з написаними спеціально для них творами, виконання яких перебуває за межами їхніх технічних можливостей, відповів: «Немає нічого неможливого, якщо витратити на це досить багато часу». Але потрібно мати на увазі й те, що ці зусилля коштували того хоча б тому, що струнні квартети Фернейхоу входять до числа ключових творів цього жанру взагалі. (П.Ступін. Брайан Фернейхоу і Гевін Браєрс [Архівовано 22 Лютого 2012 у WebCite])